# Saint-Georges-de-Reneins
Saint-Georges-de-Reneins ist eine französische Gemeinde mit 4.533 Einwohnern (Stand 1. Januar 2022) im Département Rhône in der Region Auvergne-Rhône-Alpes. Sie gehört zum Arrondissement Villefranche-sur-Saône und zum Kanton Gleizé. Die Einwohner werden Reneimois genannt.

## Geographie
Saint-Georges-de-Reneins liegt etwa acht Kilometer nördlich von Villefranche-sur-Saône im Weinbaugebiet Beaujolais, am Ufer des Flusses Saône, in den hier die kleinen Nebenflüsse Sancillon und Vauxonne einmünden. Das Gemeindegebiet wird von der Autobahn A6 und der Bahnstrecke Paris–Marseille durchquert.

## Geschichte
- Prähistorische Funde in der Gemarkung „Boitray“
- Die Gué de Grelonges war ein wichtiger Übergang über die Sâone
- Der Ort hieß in gallorömischer Zeit „Ludna“
- Der englische König Eduard I. zog am 18. Februar 1273 durch den Ort.

## Bevölkerungsentwicklung
| Jahr                       | 1962 | 1968 | 1975 | 1982 | 1990 | 1999 |
| Einwohner                  | 2359 | 2709 | 2982 | 3189 | 3509 | 3832 |
| Quellen: Cassini und INSEE |      |      |      |      |      |      |

## Sehenswürdigkeiten
- frühere Abteikirche aus dem 10. Jahrhundert, Chor und Glockenturm aus dem 12. Jahrhundert, Kirchenschiff aus dem Jahr 1852; das Kloster unterstand der Abtei Cluny
- Gallorömische Siedlung Ludna
- Park des Château de Laye

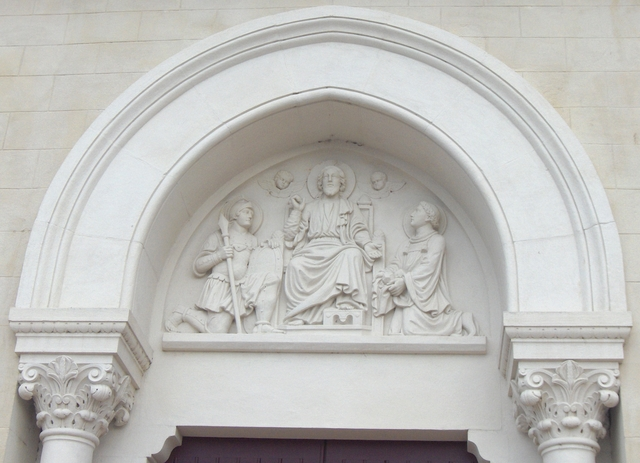
Detail des Eingangsportal der Kirche
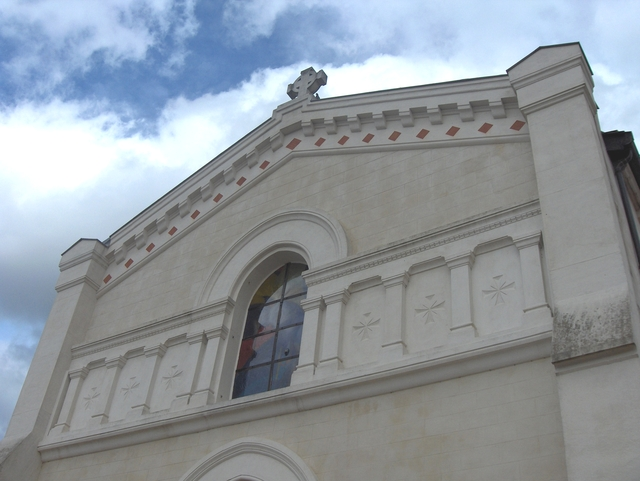
Oberteil der Kirchenfassade